# 林懋德

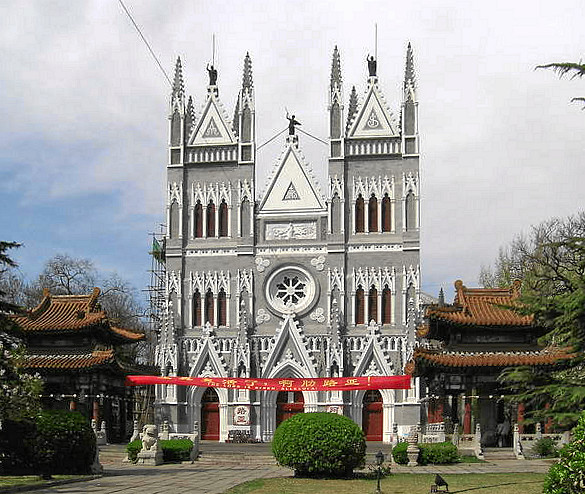
西什库天主堂現狀

林懋德（Bishop Stanislas Jarlin, C.M.，1856年1月20日—1933年1月27日）罗马天主教主教。
1856年1月20日，林懋德生于法国南部埃罗省的地中海沿岸城市塞特港（Sète），1889年1月20日（33岁）成为遣使会神甫。1899年12月28日（43岁），被任命为直隸北境代牧区助理主教。1900年4月29日祝圣。在义和团事变期间，他和主教樊國梁以及3000名天主教徒被困于北堂（西什库天主堂）56天。1905年4月5日出任直隸北境代牧区宗座代牧。1924年12月3日改称北京代牧区宗座代牧，1933年1月27日，林懋德在北平逝世，享年77岁。在北堂（西什库天主堂）举行弥撒后，经西四牌楼、阜成门，安葬于栅栏墓地。